# CA Excursionistas
CA Excursionistas is een Argentijnse voetbalclub uit Belgrano, een wijk van de hoofdstad Buenos Aires.

## Geschiedenis
De club werd opgericht in 1910 als Club Unión Excursionistas. De naam werd door de oprichters gegeven omdat ze geregeld excursies maakten. In het eerste seizoen werden wedstrijden gespeeld op het terrein van Club Florida uit Florida, maar in 1912 werd een stadion gebouwd in Belgrano. In 1916 promoveerde de club van de Segunda División na een overwinning op Sportivo Palermo naar de División Intermedia. In 1919 werd de huidige naam aangenomen.

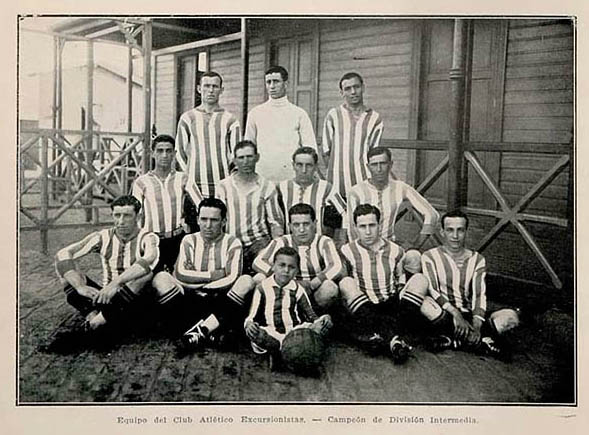
Elftal dat in 1924 naar de hoogste klasse promoveerde.

In 1924 versloeg de club in het oude stadion van CA San Lorenzo de Almagro Talleres de Remedios de Escalada met 2-1 voor 10.000 toeschouwers en promoveerde zo voor het eerst naar de hoogste klasse. De club speelde de volgende negen seizoenen in de hoogste klasse, maar speelde altijd in de lagere middenmoot. In 1934 werd de amateurcompetitie de tweede klasse onder de profcompetitie, die in 1931 opgezet was, waardoor Excursionistas niet langer op het hoogste niveau speelde.
In 1942 eindigde de club tweede achter CA Rosario Central en miste zo net de promotie. In 1972 degradeerde de club naar de Primera C, waar ze tot 1995 zouden verblijven. Na één jaar terugkeer in de Primera B werd de club echter opnieuw naar de Primera C verwezen. In 2000 werd de club kampioen, maar kreeg 21 strafpunten omdat supporters het veld bestormden bij een wedstrijd tegen Club Comunicaciones en daarbij een speler ernstig verwondden. Hierdoor liep de club de promotie mis.